# Rebab

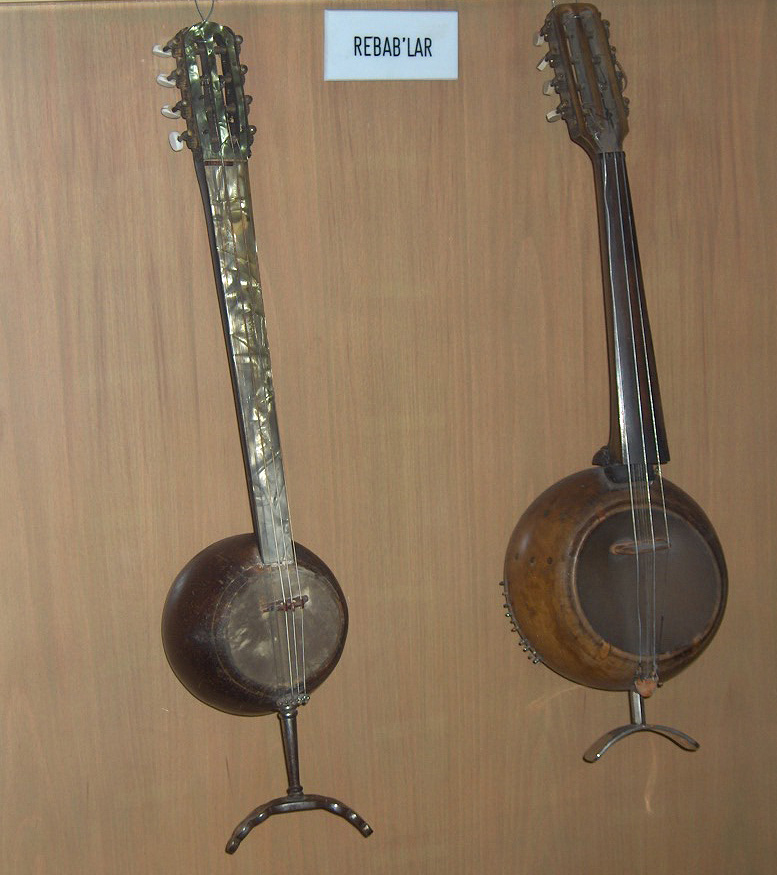
Rebaby tureckie

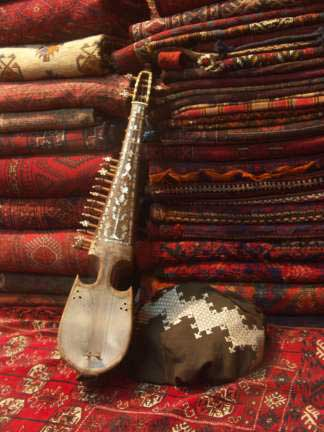
Rebab typu perskiego

Rebab, rubab (arab. ‏رباب‎ „smyczkowy (instrument)”; hindi रुबाब rubab, tur. rebap; uzb. rubob) – odmiana instrumentu strunowego, która rozprzestrzeniła się wraz z kupcami muzułmańskimi od północnej Afryki po Indonezję.
Instrument trzyma się prosto, często wsparty o podłogę. Smyczek jest bardziej zakrzywiony niż smyczek do skrzypiec. Rebab jest bardzo ceniony za brzmienie, podobne do głosu ludzkiego, lecz jego zakres dźwięków jest ograniczony do mniej więcej jednej oktawy.
Rebab był instrumentem bardzo popularnym w osmańskiej Turcji, nadal jest szeroko wykorzystywany w muzyce perskiej i indonezyjskim gamelanie.
Istnieje wiele odmian, indonezyjskie są bardzo duże, północno-afrykańskie odmiany o wiele skromniejsze.
We wschodniej Malezji rebab jest wykorzystywany w szamańskich seansach leczniczych, nazywanych main peteri.